# 皮雷-尚塞
皮雷-尚塞（法語：Piré-Chancé，法語發音：[piʁe ʃɑ̃se]）是法国伊勒-维莱讷省的一个市镇，位于该省中东部偏南，属于雷恩区。

## 历史
皮雷-尚塞成立于2019年1月1日，由塞什河畔皮雷（Piré-sur-Seiche）和尚塞（Chancé）两个市镇合并而成，其中塞什河畔皮雷为政府驻地。

## 地理
皮雷-尚塞（48°0'33"N, 1°25'51"W）面积41.56 平方千米，位于法国布列塔尼大區伊勒-维莱讷省，该省份为法国西北部沿海省份，位于布列塔尼半岛东部，北濒大西洋，西接阿摩尔滨海省和莫尔比昂省，南至大西洋卢瓦尔省，西南端接曼恩-卢瓦尔省，东临马耶讷省，东北与芒什省接壤。
与皮雷-尚塞接壤的市镇（或旧市镇、城区）包括：多马涅、拜镇、穆兰、布瓦特吕当、埃塞、讓澤、阿芒利斯、沙托日龙、卢维涅德拜。
皮雷-尚塞的时区为UTC+01:00、UTC+02:00（夏令时）。

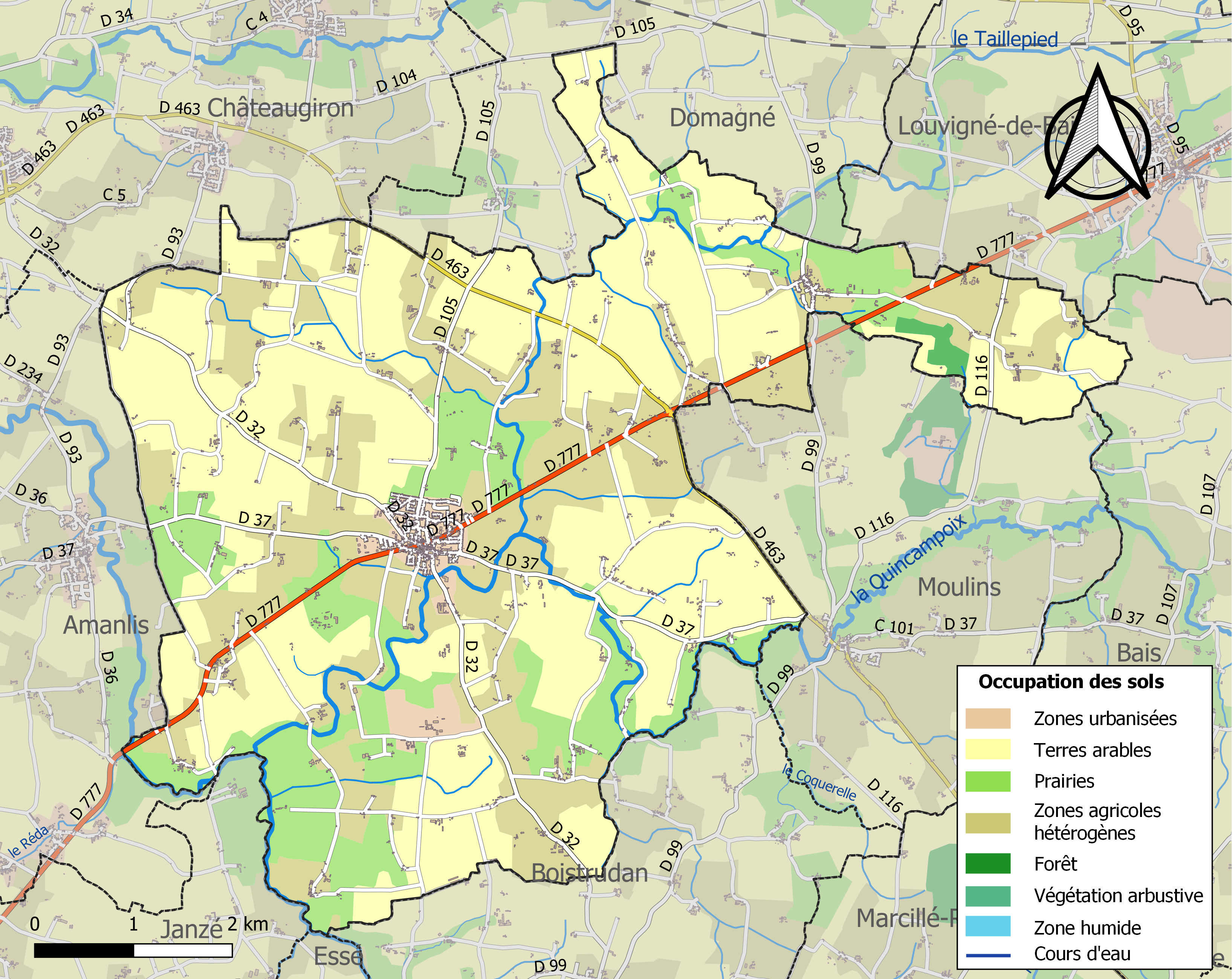
皮雷-尚塞的OSM定位图

## 行政
皮雷-尚塞的邮政编码为35150，INSEE市镇编码为35220。

## 政治
皮雷-尚塞所属的省级选区为沙托日龙县。

## 人口
皮雷-尚塞于2022年1月1日时的人口数量为3177人。